# Xocəsən (Metro Baku)

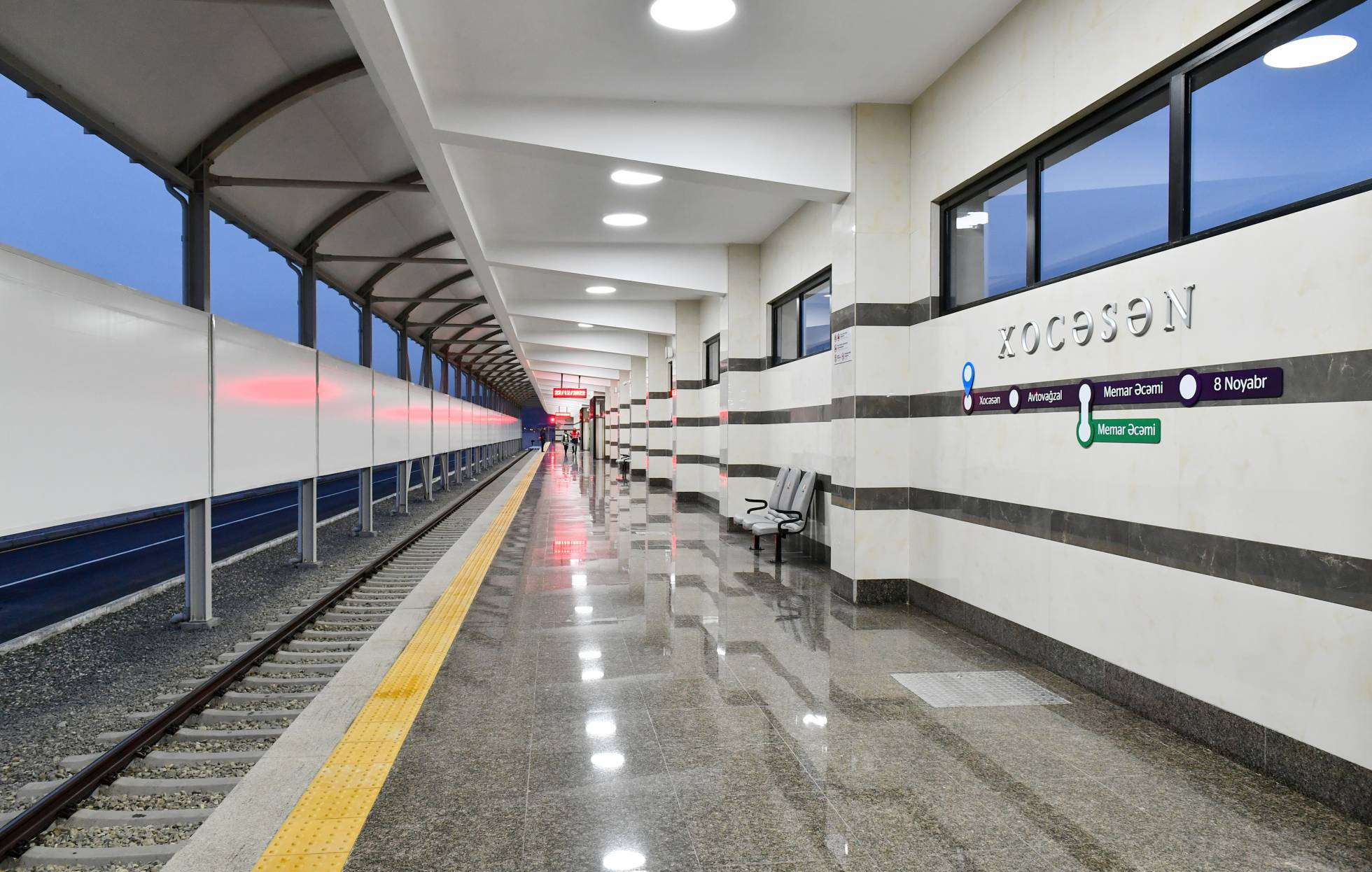

Xocəsən ist die überirdische Endstation der Linie 3 (Lila Linie) der Metro Baku.

## Geschichte
Der Bau des U-Bahnhofs begann im Jahr 2014. Der Aushub des rechten Tunnels wurde im April 2018 abgeschlossen, der Aushub des linken Tunnels im April 2022. Der Bau der Station wurde Ende 2022 abgeschlossen, am 23. Dezember 2022 folgte die Einweihung der Anlage durch Präsident İlham Əliyev.

## Anlage
Die zwei Bahnsteige der Station sind jeweils 144 Meter lang. Es befinden sich hier zwei Rolltreppen, die vom deutschen Unternehmen Thyssenkrupp stammen.